# Àlgebra de Frobenius
En matemàtiques, especialment en els camps de la teoria de la representació i la teoria dels mòduls, l'àlgebra de Frobenius és una àlgebra associativa unital de dimensions finites amb un tipus especial de forma bilineal que dona a les àlgebres teories de dualitat particularment agradables. Les àlgebres de Frobenius van començar a ser estudiades a la dècada de 1930 per Richard Brauer i Cecil Nesbitt i van rebre el nom de Georg FrobeniusTadashi Nakayama va descobrir els inicis d'una rica teoria de la dualitat (Nakayama 1939), (Nakayama 1941). Jean Dieudonné va utilitzar això per caracteritzar les àlgebres de Frobenius (Dieudonné 1958). Les àlgebres de Frobenius es van generalitzar a anells quasi-Frobenius, aquells anells de Noether la representació regular dreta dels quals és injectiva. En els últims temps, s'ha renovat l'interès per les àlgebres de Frobenius a causa de les connexions amb la teoria quàntica de camps topològica.

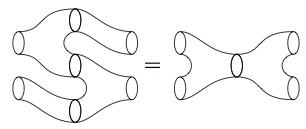
Àlgebra de Frobenius, Topologisk Kvantefeltteori: relació de Frobenius

## Definició
Es diu que una àlgebra de dimensions finites, unital i associativa A definida sobre un camp k és una àlgebra de Frobenius si A està equipada amb una forma bilineal no degenerada σ : A × A → k que compleix l'equació següent: σ(a·b, c) = σ(a, b·c). Aquesta forma bilineal s'anomena forma de Frobenius de l'àlgebra.

Un diagrama commutatiu que aclareix la relació entre diverses nocions de morfismes de Frobenius per a esquemes. Creat amb un paquet LaTeX tikz.

De manera equivalent, es pot equipar A amb una funcional λ : A → k lineal tal que el nucli de λ no conté cap ideal esquerre diferent de zero d'A.
Una àlgebra de Frobenius s'anomena simètrica si σ és simètrica, o equivalentment λ compleix λ(a·b) = λ(b·a).
També hi ha una noció diferent, majoritàriament no relacionada, de l'àlgebra simètrica d'un espai vectorial.

## Aplicacions
Les àlgebres de Frobenius es van estudiar originalment com a part d'una investigació sobre la teoria de la representació de grups finits, i han contribuït a l'estudi de la teoria dels nombres, la geometria algebraica i la combinatòria. S'han utilitzat per estudiar àlgebres de Hopf, teoria de codificació i anells de cohomologia de varietats orientades compactes.

### Teories de camp quàntiques topològiques
Recentment, s'ha vist que tenen un paper important en el tractament algebraic i fonamentació axiomàtica de la teoria quàntica de camps topològica. Una àlgebra de Frobenius commutativa determina de manera única (fins a l'isomorfisme) un TQFT de dimensions (1+1). Més precisament, la categoria de Frobenius commutatiu {\displaystyle K} -àlgebres és equivalent a la categoria de funtors monoïdals forts simètrics de {\displaystyle 2}-{\displaystyle {\textbf {Cob}}} (la categoria de cobordismes bidimensionals entre varietats unidimensionals) a {\displaystyle {\textbf {Vect}}_{K}} (la categoria d'espais vectorials per sobre {\displaystyle K} ).
La correspondència entre TQFT i àlgebres de Frobenius es dona de la següent manera:
- Les varietats unidimensionals són unions disjuntes de cercles: un TQFT associa un espai vectorial amb un cercle, i el producte tensor dels espais vectorials amb una unió disjunta de cercles,
- un TQFT associa (funcionalment) a cada cobordisme entre varietats un mapa entre espais vectorials,
- el mapa associat a un parell de pantalons (un cobordisme entre 1 cercle i 2 cercles) dona un mapa del producte o un mapa de coproductes , depenent de com s'agrupin els components del límit, que és commutatiu o comutatiu, i
- el mapa associat a un disc dona una unitat (traça) o unitat (escalars), depenent de l'agrupació del límit.

Aquesta relació entre les àlgebres de Frobenius i els TQFT de dimensions (1+1) es pot utilitzar per explicar la categorització de Khovanov del polinomi de Jones.